# 스탠리 애덤스
스탠리 애덤스(Stanley Adams, 1915년 4월 7일 ~ 1977년 4월 27일)는 미국의 배우, 각본가, 텔레비전 배우, 영화배우, 연극 배우이다.

## 영화
- 더 클론스 (1973년)
- 노리스 테입스 (1973년)
- 나이트 스토커 (1972년)
- 섹스에 대해서 알고 싶어하는 모든 것 (1972년)
- 더 세븐 미니츠 (1971년)
- 제12순찰대 (1968년)
- 런던 대소동 (1967년)
- 사하라 특공대 (1966년)
- 세일즈맨의 죽음 (1966년)
- 배트맨 - 66년 TV 시리즈 (1966년) - 노래교실 회원 역
- 네바다 스미스 (1966년)
- 바보들의 배 (1965년)
- 루킹 포 러브 (1964년)
- 들백합 (1963년)
- 헤비급을 위한 진혼곡 (1962년)
- 미스터 에드 (1961년)
- 심부름 소년 (1961년)
- 영 사베지스 (1961년)
- 이오지마의 영웅 (1961년)
- 티파니에서 아침을 (1961년)
- 알래스카의 혼 (1960년)
- 추격 (1959년)
- 진 크루파 스토리 (1959년)
- 북북서로 진로를 돌려라 (1959년)
- 피터 건 (1958년)
- 피리 부는 사나이 (1957년)
- 볼드 앤 브레이브 (1956년)
- 딜론 보안관 (1955년)